# Pipreola riefferii
Pipreola riefferii е вид птица от семейство Cotingidae.

## Разпространение
Видът е разпространен във Венецуела, Еквадор, Колумбия и Перу.